# Bơi lội tại giải vô địch bơi lội thế giới 2015 - Bơi ếch 100m nam
Phần thi bơi ếch 100m nam trong hạng mục bơi của Giải vô địch bơi lội thế giới 2015 được tổ chức vào ngày 2 tháng 8 năm 2015 với vòng loại và bán kết, và vào ngày 3 tháng 8 năm 2015 với vòng chung kết.

## Kỉ lục
Trước cuộc thi, các kỉ lục thế giới và kỉ lục của giải được trình bày ở bảng dưới đây.
| Kỉ lục thế giới | Adam Peaty (GBR)      | 57.92 | London, Great Britain | 17 tháng 4 năm 2015 |
| Kỉ lục của giải | Brenton Rickard (AUS) | 58.58 | Rome, Italy           | 27 tháng 7 năm 2009 |

Trong cuộc thi, các kỉ lục mới sau đây đã được thiết lập.
| Ngày      | Phần thi    | Tên vận động viên     | Quốc tịch | Thời gian | Kỉ lục |
| --------- | ----------- | --------------------- | --------- | --------- | ------ |
| 2 tháng 8 | Nhánh bơi 9 | Adam Peaty            | Anh Quốc  | 58.52     | CR     |
| 2 tháng 8 | Bán kết 1   | Cameron van der Burgh | Nam Phi   | 58.49     | CR     |
| 2 tháng 8 | Bán kết 2   | Adam Peaty            | Anh Quốc  | 58.18     | CR     |

## Kết quả

### Vòng loại
Vòng loại bắt đầu lúc 11:34.
| Xếp hạng | Nhánh đấu | Làn bơi | Tên vận động viên      | Quốc tịch                            | Thời gian | Ghi chú |
| -------- | --------- | ------- | ---------------------- | ------------------------------------ | --------- | ------- |
| 1        | 9         | 4       | Adam Peaty             | Anh Quốc                             | 58.52     | Q, CR   |
| 2        | 8         | 5       | Cameron van der Burgh  | Nam Phi                              | 58.59     | Q       |
| 3        | 9         | 2       | Dmitriy Balandin       | Kazakhstan                           | 59.38     | Q       |
| 4        | 7         | 4       | Ross Murdoch           | Anh Quốc                             | 59.48     | Q       |
| 5        | 9         | 5       | Felipe França Silva    | Brasil                               | 59.56     | Q       |
| 6        | 7         | 6       | Hendrik Feldwehr       | Đức                                  | 59.67     | Q       |
| 7        | 9         | 0       | Kirill Prigoda         | Nga                                  | 59.81     | Q       |
| 8        | 7         | 5       | Giedrius Titenis       | Litva                                | 59.84     | Q       |
| 9        | 9         | 1       | Jake Packard           | Úc                                   | 59.92     | Q       |
| 10       | 7         | 3       | Yasuhiro Koseki        | Nhật Bản                             | 59.93     | Q       |
| 11       | 9         | 3       | Cody Miller            | Hoa Kỳ                               | 59.97     | Q       |
| 12       | 7         | 7       | Christian vom Lehn     | Đức                                  | 1:00.01   | Q       |
| 13       | 8         | 7       | Nic Fink               | Hoa Kỳ                               | 1:00.05   | Q       |
| 14       | 7         | 1       | Richard Funk           | Canada                               | 1:00.26   | Q       |
| 14       | 9         | 6       | Felipe Lima            | Brasil                               | 1:00.26   | Q       |
| 16       | 8         | 6       | Čaba Silađi            | Serbia                               | 1:00.35   | Q       |
| 17       | 8         | 8       | Damir Dugonjič         | Slovenia                             | 1:00.36   |         |
| 18       | 9         | 7       | Glenn Snyders          | New Zealand                          | 1:00.44   |         |
| 19       | 6         | 4       | Anton Sveinn McKee     | Iceland                              | 1:00.53   |         |
| 20       | 6         | 2       | Vladislav Mustafin     | Uzbekistan                           | 1:00.63   |         |
| 21       | 6         | 7       | Jorge Murillo          | Colombia                             | 1:00.67   |         |
| 22       | 8         | 3       | Dániel Gyurta          | Hungary                              | 1:00.71   |         |
| 23       | 9         | 8       | Tomáš Klobučník        | Slovakia                             | 1:00.77   |         |
| 24       | 8         | 1       | Giacomo Perez d'Ortona | Pháp                                 | 1:00.80   |         |
| 25       | 8         | 0       | Laurent Carnol         | Luxembourg                           | 1:00.82   |         |
| 26       | 6         | 5       | Yannick Käser          | Thụy Sĩ                              | 1:00.94   |         |
| 27       | 7         | 2       | Li Xiang               | Trung Quốc                           | 1:00.96   |         |
| 28       | 8         | 4       | Christian Sprenger     | Úc                                   | 1:01.13   |         |
| 29       | 8         | 2       | Ryo Tateishi           | Nhật Bản                             | 1:01.26   |         |
| 30       | 6         | 0       | Matti Mattsson         | Phần Lan                             | 1:01.44   |         |
| 31       | 7         | 9       | Carlos Claverie        | Venezuela                            | 1:01.63   |         |
| 32       | 6         | 3       | Erik Persson           | Thụy Điển                            | 1:01.75   |         |
| 33       | 8         | 9       | Marcin Stolarski       | Ba Lan                               | 1:01.98   |         |
| 34       | 9         | 9       | Martti Aljand          | Estonia                              | 1:01.99   |         |
| 35       | 5         | 5       | Youssef El-Kamash      | Ai Cập                               | 1:02.01   |         |
| 36       | 6         | 1       | Sandeep Sejwal         | Ấn Độ                                | 1:02.17   |         |
| 37       | 7         | 8       | Lorenzo Antonelli      | Ý                                    | 1:02.20   |         |
| 38       | 6         | 8       | Alex Murphy            | Ireland                              | 1:02.22   |         |
| 39       | 6         | 9       | Demir Atasoy           | Thổ Nhĩ Kỳ                           | 1:02.35   |         |
| 40       | 5         | 2       | Édgar Crespo           | Panama                               | 1:02.37   |         |
| 41       | 5         | 4       | Joshua Hall            | Philippines                          | 1:02.40   |         |
| 42       | 5         | 6       | Azad Al-Barazi         | Syria                                | 1:02.51   |         |
| 43       | 7         | 0       | Panagiotis Samilidis   | Hy Lạp                               | 1:02.58   |         |
| 44       | 5         | 7       | Renato Prono           | Paraguay                             | 1:02.69   |         |
| 45       | 4         | 4       | Wong Fu Kang           | Malaysia                             | 1:02.89   |         |
| 46       | 6         | 6       | Petr Bartůněk          | Cộng hòa Séc                         | 1:02.90   |         |
| 47       | 5         | 8       | Lachezar Shumkov       | Bulgaria                             | 1:03.08   |         |
| 48       | 5         | 3       | Nikolajs Maskaļenko    | Latvia                               | 1:03.21   |         |
| 49       | 4         | 3       | Chao Man Hou           | Ma Cao                               | 1:03.46   |         |
| 50       | 5         | 1       | Dustin Tynes           | Bahamas                              | 1:03.50   |         |
| 51       | 4         | 8       | Jordy Groters          | Aruba                                | 1:03.66   |         |
| 52       | 4         | 1       | Julian Fletcher        | Bermuda                              | 1:03.80   |         |
| 53       | 4         | 2       | Benjamin Schulte       | Guam                                 | 1:03.84   |         |
| 54       | 5         | 9       | Mauro Castillo         | México                               | 1:03.91   |         |
| 55       | 4         | 9       | James Lawson           | Zimbabwe                             | 1:04.03   |         |
| 56       | 4         | 6       | Amini Fonua            | Tonga                                | 1:04.28   |         |
| 57       | 4         | 5       | Malick Fall            | Sénégal                              | 1:04.30   |         |
| 58       | 4         | 7       | Anton Zheltyakov       | Azerbaijan                           | 1:04.45   |         |
| 59       | 3         | 3       | Arya Nasimi            | Iran                                 | 1:05.86   |         |
| 60       | 3         | 4       | Jesús Flores           | Honduras                             | 1:06.14   |         |
| 61       | 3         | 6       | Ramazan Taimatov       | Kyrgyzstan                           | 1:06.49   |         |
| 62       | 4         | 0       | Darren Chan            | Mauritius                            | 1:06.65   |         |
| 63       | 3         | 0       | Adriel Sanes           | Quần đảo Virgin thuộc Mỹ             | 1:07.19   |         |
| 64       | 3         | 5       | Julian Harding         | Malta                                | 1:07.28   |         |
| 65       | 3         | 7       | Alex Axiotis           | Zambia                               | 1:07.29   |         |
| 66       | 3         | 8       | Serginni Marten        | Curaçao                              | 1:07.34   |         |
| 67       | 3         | 9       | Nazih Nazeyek          | Jordan                               | 1:08.22   |         |
| 68       | 3         | 2       | José Quintanilla       | Bolivia                              | 1:08.36   |         |
| 69       | 2         | 5       | Corey Ollivierre       | Grenada                              | 1:08.39   |         |
| 70       | 5         | 0       | Mubarak Al-Besher      | Các Tiểu vương quốc Ả Rập Thống nhất | 1:09.08   |         |
| 71       | 2         | 6       | Kaito Yanai            | Quần đảo Bắc Mariana                 | 1:09.59   |         |
| 72       | 2         | 2       | Nikolas Sylvester      | Saint Vincent và Grenadines          | 1:13.12   |         |
| 73       | 2         | 4       | Daniel Gill            | Seychelles                           | 1:14.02   |         |
| 74       | 1         | 4       | Htut Ahnt Khaung       | Myanmar                              | 1:16.13   |         |
| 75       | 2         | 1       | Kiran Karki            | Nepal                                | 1:18.21   |         |
| 76       | 2         | 8       | Mocheta Makara         | Lesotho                              | 1:55.91   |         |
|          | 3         | 1       | Markos Kalopsidiotis   | Síp                                  | DSQ       |         |
|          | 1         | 3       | Alhassane Fofana       | Guinée                               | DNS       |         |
|          | 1         | 5       | Stephane Fokam         | Cameroon                             | DNS       |         |
|          | 2         | 3       | Alassane Seydou        | Niger                                | DNS       |         |
|          | 2         | 7       | Simanga Dlamini        | Eswatini                             | DNS       |         |

### Bán kết
Bán kết tổ chức lúc 18:35 ngày 2 tháng 8.

#### Bán kết 1
| Xếp hạng | Làn bơi | Tên vận động viên     | Quốc tịch | Thời gian | Ghi chú |
| -------- | ------- | --------------------- | --------- | --------- | ------- |
| 1        | 4       | Cameron van der Burgh | Nam Phi   | 58.49     | Q, CR   |
| 2        | 6       | Giedrius Titenis      | Litva     | 58.96     | Q, NR   |
| 3        | 3       | Hendrik Feldwehr      | Đức       | 59.63     | Q       |
| 4        | 5       | Ross Murdoch          | Anh Quốc  | 59.75     | Q       |
| 5        | 7       | Christian vom Lehn    | Đức       | 59.88     |         |
| 6        | 2       | Yasuhiro Koseki       | Nhật Bản  | 1:00.31   |         |
| 7        | 1       | Richard Funk          | Canada    | 1:00.43   |         |
| 8        | 8       | Čaba Silađi           | Serbia    | 1:00.62   |         |

#### Bán kết 2
| Xếp hạng | Làn bơi | Tên vận động viên   | Quốc tịch  | Thời gian | Ghi chú |
| -------- | ------- | ------------------- | ---------- | --------- | ------- |
| 1        | 4       | Adam Peaty          | Anh Quốc   | 58.18     | Q, CR   |
| 2        | 5       | Dmitriy Balandin    | Kazakhstan | 59.39     | Q       |
| 3        | 6       | Kirill Prigoda      | Nga        | 59.60     | Q       |
| 4        | 2       | Jake Packard        | Úc         | 59.66     | Q       |
| 5        | 7       | Cody Miller         | Hoa Kỳ     | 59.86     |         |
| 6        | 3       | Felipe França Silva | Brasil     | 59.89     |         |
| 7        | 1       | Nic Fink            | Hoa Kỳ     | 1:00.14   |         |
| 8        | 8       | Felipe Lima         | Brasil     | 1:00.19   |         |

### Chung kết

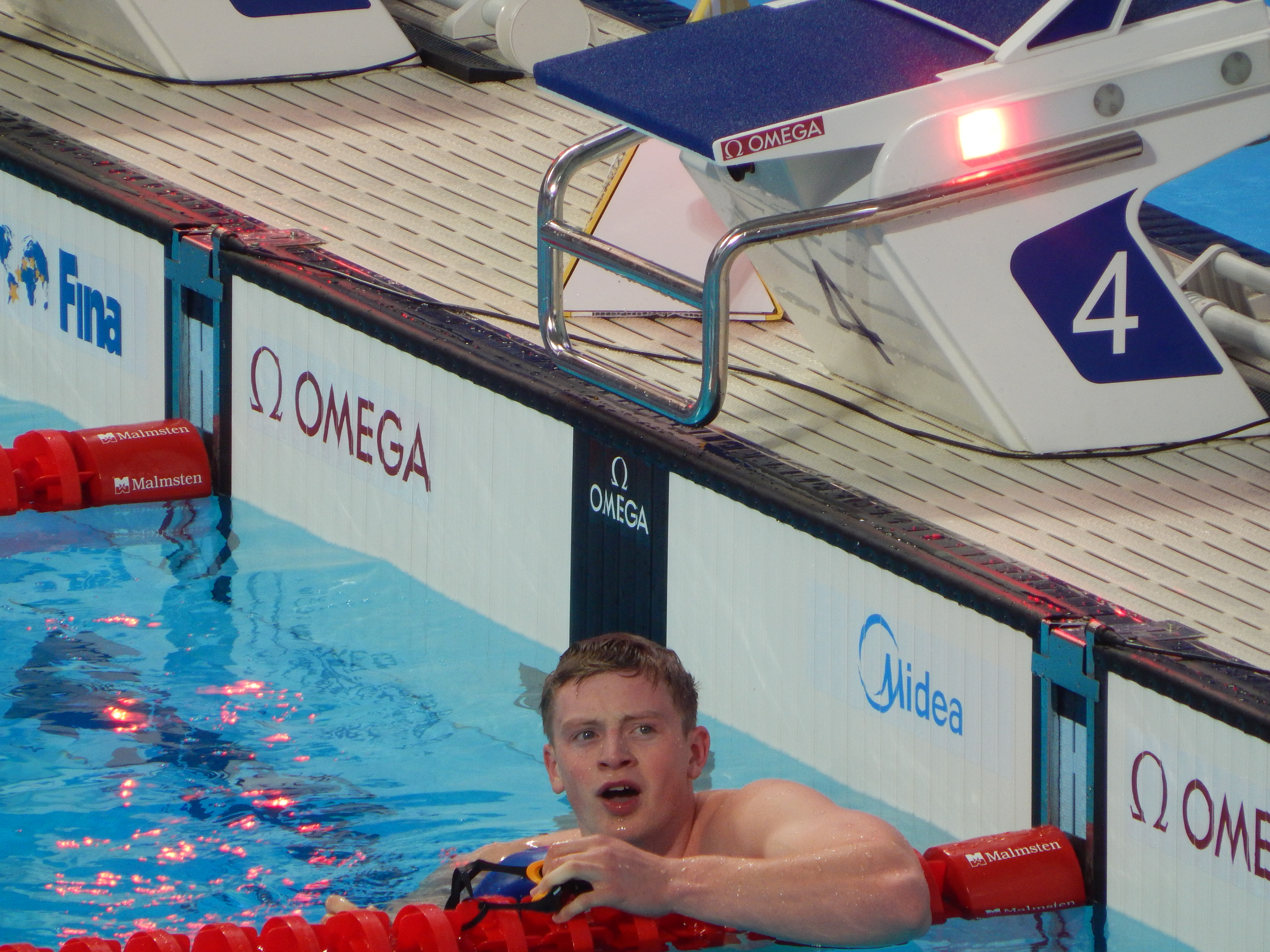
Adam Peaty sau chiến thắng ở chung kết

Chung kết tổ chức lúc 17:32 ngày 3 tháng 8.
| Xếp hạng | Làn bơi | Tên vận động viên     | Quốc tịch  | Thời gian | Ghi chú |
| -------- | ------- | --------------------- | ---------- | --------- | ------- |
| 1        | 4       | Adam Peaty            | Anh Quốc   | 58.52     |         |
| 2        | 5       | Cameron van der Burgh | Nam Phi    | 58.59     |         |
| 3        | 8       | Ross Murdoch          | Anh Quốc   | 59.09     |         |
| 4        | 6       | Dmitriy Balandin      | Kazakhstan | 59.42     |         |
| 5        | 1       | Jake Packard          | Úc         | 59.44     |         |
| 6        | 3       | Giedrius Titenis      | Litva      | 59.56     |         |
| 7        | 2       | Kirill Prigoda        | Nga        | 59.84     |         |
| 8        | 7       | Hendrik Feldwehr      | Đức        | 1:00.16   |         |